# 1906 (bier)
1906 is een Spaans bier van lage gisting. Het bier wordt gebrouwen in brouwerij Hijos de Rivera te A Coruña. 1906 verwijst naar het stichtingsjaar van de brouwerij.

## Varianten
- 1906 Reserva Especial, blonde lager met een alcoholpercentage van 6,5%, gebrouwen met de hopvariëteiten Perle en Nugget.
- 1906 Red Vintage, amber bier met een alcoholpercentage van 8%
- 1906 Black Coupage, zwart bier met een alcoholpercentage van 7,2%, gebrouwen met vier moutsoorten en de hopvariëteiten Sládek en Nugget.